# Municipio de Pedro Betancourt
Municipio de Pedro Betancourt är en kommun i Kuba.   Den ligger i provinsen Matanzas, i den västra delen av landet, 120 km öster om huvudstaden Havanna. Arean är 388 kvadratkilometer. Municipio de Pedro Betancourt gränsar till Municipio de Colón.
Terrängen i Municipio de Pedro Betancourt är platt.